# Oud-Turnhout
Oud-Turnhout és un municipi belga de la província d'Anvers a la regió de Flandes. Limita al nord amb Ravels, a l'oest amb Turnhout, a l'est amb Arendonk i al sud amb Kasterlee i Retie.

## Evolució de la població

### Seglexix
| Any      | 1806 | 1816 | 1830 | 1846 | 1856 | 1866  | 1876  | 1880  | 1890  |
| -------- | ---- | ---- | ---- | ---- | ---- | ----- | ----- | ----- | ----- |
| Població | -    | -    | -    | -    | -    | 2.824 | 2.710 | 2.677 | 2.756 |
|          |      |      |      |      |      |       |       |       |       |

### Segle XX (fins a 1976)
| Any      | 1900  | 1910  | 1920  | 1930  | 1947  | 1961  | 1970  | 1976   |  |
| -------- | ----- | ----- | ----- | ----- | ----- | ----- | ----- | ------ |  |
| Població | 3.077 | 3.709 | 3.860 | 4.482 | 6.175 | 7.383 | 9.245 | 10.784 |  |
|          |       |       |       |       |       |       |       |        |  |

### 1977 ençà
| Any       | 1977  | 1980   | 1985   | 1990   | 1995   | 2000   | 2004   | 2005   | 2006   | 2007   | 2008   |
| --------- | ----- | ------ | ------ | ------ | ------ | ------ | ------ | ------ | ------ | ------ | ------ |
| Població  | 9.746 | 10.526 | 10.945 | 11.377 | 12.191 | 12.413 | 12.475 | 12.567 | 12.653 | 12.633 | 12.677 |
| Font: NIS |       |        |        |        |        |        |        |        |        |        |        |

## Llista de burgmestres
- Franciscus van der Beken-Pasteel (1859-1868)
- Guilielmus Luyten (1868-1872)
- Jacobus Peeters (1872- 1885)
- Jacobus Van Miert (1885-1890)
- Jacobus Broeckx (1890-1904)
- Joannes Guillielmus Luyten (1904-1921)
- Josephus Jacobus Embrechts (1921-1939)
- Jan Roes (1939-1947)
- Jozef Clement Van Miert (1947-1948)
- Alfons Frans Van Loon (1948-1971)
- Jan Nuyts (1971-1989)
- Jef Kersemans (1989-2010)
- Leo Nys (2011-)

## Agermanament
- Oosthoven

## Personatges il·lustres
- Karel van Miert, polític belga.